# Riksrevisionen
La Direction nationale du contrôle de la gestion publique (Riksrevisionen en suédois) est une autorité suédoise placée sous la tutelle du Riksdag et chargée du contrôle des comptes publics. 
Elle adresse ses rapports directement au Riksdag et est indépendante du gouvernement. Ces activités contribuent à la transparence de la vie publique et permettent aux citoyens de savoir comment les décisions sont prises et mises en œuvre.
Les principales tâches la Direction nationale du contrôle de la gestion publique sont les audits financiers et d'efficacité. En outre, elle mène une coopération internationale au développement, financée par une subvention spéciale du Riksdag d'environ 40 millions de couronnes par an.

## Histoire
La Direction nationale suédoise du contrôle de la gestion publique est créée le 1er juillet 2003 par la fusion de la Cour des comptes (Riksrevisionsverket), qui relevait du gouvernement et des vérificateurs (riksdagens revisorer), qui relevaient du Riksdag. La réforme est précédée par plusieurs enquêtes à la fin des années 1990. Beaucoup de spécialistes sont favorables à la fusion, et notamment Inga-Britt Ahlenius, qui plaide pour une autorité d'audit indépendante du gouvernement, comme c'est souvent le cas dans la plupart des pays démocratiques.

## Missions
La Direction nationale du contrôle de la gestion publique supervise les administrations et différentes activités de l'État ; elle veille également à ce que ces dernières se conforment aux directives, règles et dispositions et parviennent ainsi aux objectifs qui leur ont été assignés, à savoir que gouvernement et administrations assument pleinement leur mission.

## Organisation
La Direction nationale du contrôle de la gestion publique est dirigée par trois vérificateurs généraux, qui décident eux-mêmes de ce qu'ils doivent examiner. Ils sont nommés par le Riksdag sur proposition du comité constitutionnel. Ils sont nommés pour une période de sept ans et ne peuvent être réélus. Ils ne peuvent être destitués que par le Riksdag. Jusqu'en 2024, les vérificateurs généraux sont :
- Stefan Lundgren ;
- Ingvar Mattson ;
- et Helena Lindberg.

En 2015, la Direction nationale du contrôle de la gestion publique compte plus de 300 employés. Son siège est à Stockholm, mais elle comporte des succursales à Uppsala et à Jönköping.